# Team BS
Team BS est un groupe de rap et de pop français, originaire de la banlieue parisienne, se composant de La Fouine, Sultan, Fababy et Sindy. Le groupe, actif de 2013 à 2015, publie un unique album intitulé Team BS en 2014. L'année suivante, Fababy annonce son départ et en décembre 2016, Sindy quitte également le groupe.

## Biographie
Team BS signifie « équipe Banlieue Sale », du nom du label discographique créé par La Fouine, qui décide de former un groupe avec des artistes avec qui il a envie de travailler. La Fouine confie avoir initié le groupe « par hasard ». À la fin de 2013, le groupe lance son premier single, Team BS, accompagné d'un clip vidéo. Team BS est une chanson dédiée aux détracteurs de La Fouine.
En février 2014 sortent les singles Ma vérité et Case départ, pour finalement voir le 24 février la sortie de leur premier album, aussi intitulé Team BS. Le quatrième single, 1, 2, 3, est publié en mars 2014, et Fierté en juin 2014. Ce premier album est un succès. Le cap des 50 000 albums vendus est annoncé en juin 2014,, et une cérémonie de remise du disque d'or est organisée dans les bureaux de Sony en septembre 2014,,. En novembre 2014, la chanteuse Sindy révèle sur sa page Facebook avoir été victime de harcèlement incluant notamment crachats et menaces durant ses années de collège.
En 2015, Fababy annonce son départ du groupe. Sindy fait de même et le groupe est dissous. Les quatre membres se concentrent désormais sur leurs projets personnels. 
Lors d'un entretien en 2016, Fababy révèle qu'« il n'y aura pas de Team BS 2 », affirmant qu'il ne s'agissait pas d'un groupe mais d'un projet pour faire connaître Sindy, avant de rajouter qu'il ne se sentait pas à sa place. « Sindy est concentrée sur son album, je suis concentré sur le mien. Il n’y a pas d’embrouilles mais chacun veut voler de ses propres ailes ».
En 2021, lors d’un entretien avec Dem’s Media, Sultan donne sa version des faits concernant la séparation du groupe. Il révèle que malgré le succès, chacun a voulu partir sur des projets solitaires, avant d'ajouter qu'il n'y avait plus de base solide entre eux. La même année, Sindy lance un appel à ses trois anciens collègues pour leurs proposer de reformer la Team BS le temps d'une tournée ; en vain.  

## Membres
La Fouine, Fababy et Sultan sont des rappeurs français actifs dans les années 2010. Sindy était candidate de l'émission de téléréalité Popstars en 2013, alors que La Fouine avait accepté d'être membre du Jury. Il déclare dans une interview publiée dans le journal Le Parisien « Cela fait longtemps que je cherchais une artiste. Dans l'émission, sa revanche sur une vie difficile m'a ému. Les plus tragiques histoires font souvent les plus belles chansons. Et, surtout, la voix de Sindy a un truc d'Axelle Red qui m'accroche grave. On écrit ensemble les paroles, sur ses joies, ses peines. Elle apprend vite. On a déjà bouclé trois titres, dont un tube potentiel,. 15 jours plus tard, il la rappela et ils ont créé le groupe avec Sultan, Fababy et Sindy. »
Skalpovich est également membre du collectif, au niveau de la production.

## Discographie

### Album studio
| Année | Titre   | Meilleure position | Meilleure position | Certification |
| Année | Titre   | Belgique (WA)      | France             | Certification |
| ----- | ------- | ------------------ | ------------------ | ------------- |
| 2014  | Team BS | 10                 | 5                  | Or            |

### Singles
- 2013 : Team BS
- 2014 : Case départ
- 2014 : Ma vérité
- 2014 : 1, 2, 3
- 2014 : Fierté